# Compass Group Deutschland
Die Compass Group Deutschland GmbH ist ein Betreiber von Betriebsrestaurants und Kaffeebars. Darüber hinaus werden Catering und das "Facilitymanagement" angeboten. Der Hauptsitz befindet sich in Eschborn.

## Unternehmen
Das Unternehmen, das 1995 als deutsche Niederlassung der britischen Compass Group PLC gegründet wurde, beschäftigte 2024 etwa 14.500 Mitarbeiter in Deutschland.

## Auszeichnungen
- 2011 Auszeichnung eines Eurest-Restaurants der Provinzial in Düsseldorf als „Nachhaltiges Betriebsrestaurant“[5]